# Felipe Lima
Felipe Ferreira Lima (ur. 5 kwietnia 1985 w Cuiabá) – brazylijski pływak, specjalizujący się w stylu klasycznym.

## Kariera sportowa
W 2007 roku wywalczył srebro podczas uniwersjady w Bangkoku na 50 m stylem klasycznym. Swój dorobek medalowy powiększył w 2011 roku na igrzyskach panamerykańskich za sprawą złota w sztafecie 4 × 100 m stylem zmiennym i srebra na 100 m żabką.
Wystartował na igrzyskach olimpijskich w Londynie (2012) na 100 m stylem klasycznym, gdzie zajął 13. miejsce z czasem 1:00,08.
Rok później zdobył brązowy medal mistrzostw świata w Barcelonie na takim samym dystansie.
W 2019 otrzymał srebrny medal igrzysk panamerykańskich w konkurencji 4 × 100 m st. zmiennym.

## Życie prywatne
W maju 2018 roku poślubił Flávię Danigno, a w lutym 2022 roku ogłosili, że zostaną rodzicami.